# Cercador Google
|  | Aquest article tracta sobre el cercador. Si cerqueu la multinacional, vegeu «Google». |

El Cercador Google (en anglés: Google Search, o també anomenat Google Web Search o simplement Google) és un cercador web desenvolupat per Google. És el motor de cerca més utilitzat a la World Wide Web a totes les plataformes, amb un 92,62% de quota de mercat a juny de 2019, i processant més de 5.400 milions de cerques cada dia.
El cercador de Google proporciona almenys 22 característiques especials més enllà de la paraula original. Aquestes inclouen sinònims, previsions meteorològiques, zones horàries, cotitzacions de borsa, mapes, dades sobre terratrèmols, cartellera de cinema, informació sobre aeroports, i resultats esportius. Hi ha funcions especials per als nombres, incloent intervals (70.. 73), preus, temperatures, conversions d'unitats i de monedes ("10,5 cm en polzades"), càlculs ("3 * 4 + sqrt (6)-pi / 2"), seguiment de paquets, patents, codis d'àrea telefònics, i traducció de pàgines mostrades.

## Resultat de la cerca
El percentatge exacte del total de les pàgines web que Google troba no es coneix, ja que és molt difícil de calcular. Google no només cerca els índexs i la memòria cau de les pàgines web, sinó que també pren "imatges" d'altres tipus d'arxius, on s'inclouen els PDF, els documents de Word, els fulls de càlcul Excel, els Flash SWF, els arxius de text pla, etc. Excepte en el cas del text i dels arxius SWF, la versió en memòria cau és una conversió del (X)HTML, permetent que aquells sense l'aplicació de visualització corresponent puguen llegir l'arxiu.
Els usuaris poden personalitzar el motor de cerca, mitjançant l'establiment d'un idioma per defecte, a través de la tecnologia "SafeSearch"; filtrant i definint el nombre de resultats que es mostren en cada pàgina. Google ha sigut criticat per col·locar bescuits de llarg termini en els ordinadors dels usuaris per a emmagatzemar les preferències d'aquests, una tàctica que també els permet seguir els termes de cerca de l'usuari i retenir les dades durant més d'un any. Per a qualsevol consulta, fins als 1.000 primers resultats poden ser mostrats amb un màxim de 100 per pàgina. La possibilitat d'especificar el nombre de resultats està disponible només si la "Cerca instantània" no està habilitada. Si la "Cerca instantània" està activada, només 10 resultats seran mostrats; independentment de qualsevol ajust.

## Discriminació del català
La discriminació del català en les cerques de Google és un problema de biaix lingüístic, en favor del castellà, en els resultats de les cerques a Google denunciat a les xarxes socials el desembre del 2022. Usuaris i usuàries del cercador, amb el dispositiu, el navegador i fins i tot la configuració de cerca de Google en català, es trobaven resultats en castellà, fins i tot de webs que disposaven de web en català, per damunt dels resultats de català. La campanya va merèixer la resposta de Twitter que demanava exemples amb captures de pantalla. Posteriorment, Google va reconèixer el problema i va assegurar que ho investigaria.
La societat civil catalana, mitjançant diverses entitats com la Funcació puntCAT, Softcatalà, Amical Wikimedia, Plataforma per la Llengua, l'Institut Ramon Llull, l'Institut d'Estudis Catalans i Òmnium Cultural, es van reunir amb el Govern català, el 8 de febrer del 2023, per fer un front comú i abordar les possibles accions per resoldre el problema.
El dimarts 21 de març del 2023 es va presentar l'Aliança per la Presència Digital del Català, com a resposta de la societat civil a aquest problema de discriminació de Google, amb l'objectiu de «promoure la presència de la llengua catalana als diversos àmbits del món digital, i la primera preocupació és l'actual pèrdua de rellevància en els resultats de cerca web».

## Sentència judicial de monopoli il·legal als EUA
A principis d'agost de 2024, un jutge federal dels EUA va declarar que Google infringia la legislació antimonopoli en les cerques i la publicitat de text, després d'una investigació iniciada pel Departament de Justícia dels EUA el 2020. Aquesta decisió podria tenir conseqüències importants per a Google, que ja ha estat multada diverses vegades a la UE per pràctiques monopolístiques. Tot i que d'entrada no es van determinar les accions concretes que es prendrien contra Google, la sentència destacava la preocupació per la seva dominància en el mercat de cerques i publicitat.